# Elche Club de Fútbol 2012-2013

## Stagione
L'Elche ottiene la promozione nella Liga grazie alla vittoria del campionato, ottenuta con la miglior difesa del torneo e un predominio abbastanza netto sulle altre squadre, dimostrato dalla certezza della promozione diretta con quattro gare ancora da giocare.
In Coppa del Re, invece, la squadra viene eliminata al primo turno giocato, il secondo della coppa, dal Córdoba, in una partita finita ai supplementari.

## Maglie
Ecco le tre maglie usate dall'Elche nella stagione 2012-2013.
|  | Casa | Trasferta | Terza divisa |

## Rosa
Rosa aggiornata al 1º gennaio 2013.
| N. |                    | Ruolo | Calciatore       |
| -- | ------------------ | ----- | ---------------- |
| 2  | Uruguay (bandiera) | D     | Damián Suárez    |
| 3  | Spagna (bandiera)  | A     | Jaime Jornet     |
| 4  | Spagna (bandiera)  | D     | Xabier Etxeita   |
| 5  | Spagna (bandiera)  | C     | Alberto Rivera   |
| 6  | Spagna (bandiera)  | C     | Pelayo           |
| 7  | Spagna (bandiera)  | C     | Perico           |
| 8  | Spagna (bandiera)  | C     | Sergio Mantecón  |
| 9  | Spagna (bandiera)  | A     | Miguel Linares   |
| 10 | Spagna (bandiera)  | C     | Aarón Ñíguez     |
| 11 | Spagna (bandiera)  | C     | Miguel Palanca   |
| 12 | Francia (bandiera) | D     | Grégory Béranger |
| 13 | Spagna (bandiera)  | P     | Diego Rivas      |

| N. |                        | Ruolo | Calciatore                |
| -- | ---------------------- | ----- | ------------------------- |
| 14 | Paesi Bassi (bandiera) | A     | Berry Powel               |
| 15 | Spagna (bandiera)      | A     | Carles Gil                |
| 16 | Spagna (bandiera)      | C     | Fidel                     |
| 18 | Spagna (bandiera)      | D     | Sergio Pelegrín           |
| 19 | Spagna (bandiera)      | C     | Jorge Luque               |
| 20 | Spagna (bandiera)      | C     | David Generelo (capitano) |
| 21 | Spagna (bandiera)      | D     | Edu Albácar               |
| 22 | Spagna (bandiera)      | D     | Javier Flaño              |
| 25 | Spagna (bandiera)      | C     | Javi Flores               |
| 24 | Spagna (bandiera)      | D     | Héctor Verdés             |
| 23 | Panama (bandiera)      | C     | Ricardo Buitrago          |
| 25 | Spagna (bandiera)      | A     | Coro                      |

## Statistiche
Statistiche aggiornate a fine stagione.

### Statistiche di squadra
| Competizione     | Punti | In casa | In casa | In casa | In casa | In casa | In casa | In trasferta | In trasferta | In trasferta | In trasferta | In trasferta | In trasferta | Totale | Totale | Totale | Totale | Totale | Totale | DR  |
| Competizione     | Punti | G       | V       | N       | P       | Gf      | Gs      | G            | V            | N            | P            | Gf           | Gs           | G      | V      | N      | P      | Gf     | Gs     | DR  |
| ---------------- | ----- | ------- | ------- | ------- | ------- | ------- | ------- | ------------ | ------------ | ------------ | ------------ | ------------ | ------------ | ------ | ------ | ------ | ------ | ------ | ------ | --- |
| Segunda División | 82    | 21      | 15      | 5       | 1       | 36      | 12      | 21           | 8            | 8            | 5            | 18           | 15           | 42     | 23     | 13     | 6      | 54     | 27     | +27 |
| Coppa del Re     | -     | -       | -       | -       | -       | -       | -       | 1            | 0            | 0            | 1            | 0            | 1            | 1      | 0      | 0      | 1      | 0      | 1      | -1  |
| Totale           | -     | 21      | 15      | 5       | 1       | 36      | 12      | 22           | 8            | 8            | 6            | 18           | 16           | 43     | 23     | 13     | 7      | 54     | 28     | +26 |